# アイディル
アイディルまたはイディル（牧歌、田園詩、小物語詩、小抒情詩、idyll or idyl, 発音：/ˈaɪdəl/ or /ˈɪdəl/。ギリシャ語のeidyllion, エイデュリオン（小景）に由来）は、田舎の生活を描いた短い詩、小唄。そのスタイルはテオクリトスが『牧歌（エイデュリオン）』で創り、ローマ時代のウェルギリウス、カトゥルス、イタリアのジャコモ・レオパルディ、イギリスのアルフレッド・テニスンがそれに続いた。
アイディルは一種の絵とも言え、通常、田舎を舞台に、羊飼いと飼育される動物たちを描く。気取らない方法で語られ、人・動物・自然環境の3つを構成要素とし、調和の取れた一貫性、風景画や風俗画、動物画にならないようにする。この組み合わせの中で自然は素朴で写実的な方法で描かれる。
アイディルの主題は通常、文明化されていない状況で暮らす牧歌的な人々で、その考え方の純なナイーヴさや、今でも幸せで陽気な生活を送っていることを取り上げる。反対に、田舎の貧困に関連したリアルな惨めさは無視する。そのアプローチはユーモラスではなく、感情的で、時には感傷的である。
代表的なアイディルには以下のようなものがある。
- アルフレッド・テニスン『国王牧歌』
- ウィリアム・ワーズワース『麦を刈る乙女』
- ヨハン・ヴォルフガング・フォン・ゲーテ『ヘルマンとドロテーア』